# Gelidocalamus kunishii
Gelidocalamus kunishii är en gräsart som först beskrevs av Bunzo Hayata, och fick sitt nu gällande namn av Keng f. och Tai Hui Wen. Gelidocalamus kunishii ingår i släktet Gelidocalamus och familjen gräs. Inga underarter finns listade i Catalogue of Life.